# Beggiatoa
Genre
Beggiatoa est un genre de la famille des Beggiatoaceae.

## Taxonomie
Le nom correct complet (avec auteur) de ce taxon est Beggiatoa Trevisan 1842.
L'espèce type est : Beggiatoa alba (Vaucher 1803) Trevisan 1845.

### Étymologie
L'étymologie du nom générique des Beggiatoa est la suivante : Beg.gia’to.a. N.L. fem. n. Beggiatoa, un genre bactérien, nommé en souvenir de F.S. Beggiato, un médecin de Vicence (g.b. 1807), qui est l'auteur du mot Euganea.

### Liste des espèces
Selon LPSN (20 octobre 2023) :
- Beggiatoa alba (Vaucher 1803) Trevisan 1845
- Beggiatoa leptomitoformis Dubinina et al. 2017